# Тарнавський Микола Дмитрович
Тарнавський Микола Дмитрович (*6 серпня 1906 — 13 липня 1953) — український радянський біолог, генетик.

## Біографія
М. Д. Тарнавський народився у селі Мукша Китайгородська (з 7 березня 1946 по 2016 рр. — село Жовтневе) Кам'янець-Подільського району Кам'янець-Подільської (з 16  січня 1954 р. — Хмельницької) області у родині каменяра. Рано став сиротою — батько загинув у 1914 р. під час Першої світової війни.
Після здобуття середньої освіти працював садовим робітником у радгоспі «Осламів» (1924–1926 р.).
У 1927 р. вступив до Кам'янець-Подільського сільськогосподарського інституту, успішно його закінчив у лютому 1931 р., отримавши диплом агронома та рекомендацію до аспірантури. Відразу ж після отримання диплома М. Д. Тарнавського було зараховано на посаду наукового співробітника Кам'янець-Подільської філії Всесоюзного інституту тютюнництва, де він працював упродовж року.
Восени 1931 р. Микола Дмитрович вступив до аспірантури Кам'янець-Подільського зоотехнічного інституту (кафедра розведення тварин та генетики і селекції). Наприкінці 1934 р. закінчив аспірантуру, успішно захистивши кандидатську дисертацію «Озонування курячих яєць під час інкубації».
01 січня 1935 р. зарахований на посаду старшого наукового співробітника відділу генетики Інституту зоології АН УРСР (м. Київ), створеного у 1934 р., яким завідував академік АН УРСР І. Й. Агол, учень відомого генетика О. С. Серебровського. Тут також працювали всесвітньо відомі вчені — І. І. Шмальгаузен, О. О. Любищев та ін.
У січні 1937 р. М. Д. Тарнавський отримав диплом кандидата сільськогосподарських наук, а у липні 1938 р. йому було присуджено вчене звання старшого наукового співробітника зі спеціальності «генетика».

## Наукова робота
Перші дослідження, які проводив М. Д. Тарнавський у відділі генетики Інституту зоології, були присвячені отриманню мутацій у курей за допомогою рентгенівських променів. Пізніше основним напрямком його досліджень стало вивчення можливої мутагенної дії різноманітних хімічних сполук з використанням як об'єкта досліджень Drosophyla melanogaster.
Виконуючи дослідження у рамках докторської дисертації «Роль біохімічних факторів у процесах спадковості», М. Д. Тарнавський вивчав вплив різноманітних хімічних сполук на кросинговер та появу нових спадкових ознак у дрозофіли з метою пошуку шляхів управління кросинговером. Першою сполукою, обраною для таких досліджень, стала ДНК, яку Микола Дмитрович вважав генетично активною речовиною. Препарат ДНК, виділеної із тимусу телят, Микола Дмитрович отримав від А. М. Білозерського, відомого фахівця з біохімії нуклеїнових кислот, зав. кафедри біохімії МДУ ім. М. В. Ломоносова.
Перша стаття М. Д. Тарнавського, присвячена результатам дослідження впливу ін'єкцій розчинів ДНК із тимусу телят личинкам дрозофіли на кросинговер у Х-хромосомі дорослих самок, вирощених із таких личинок, надійшла до редакції 11 липня 1938 р. і була опублікована в «Докладах АН СССР» того ж року за поданням академіка А. О. Сапєгіна. У цій роботі, крім зниження частоти кросинговеру в районах хромосом, які межували з так званими інертними (гетерохроматиновими) зонами, М. Д. Тарнавський повідомив також про появу в дослідних мух, личинкам яких ін'єкувалася чужорідна ДНК, характерних морфологічних змін за типом мутацій bithorax та Beadex, які спонтанно виникають у дрозофіли дуже рідко. Повторивши дослідження на значно більшій кількості експериментального матеріалу, М. Д. Тарнавський упевнився у відтворюваності змін, які спричинювала у дрозофіли екзогенна ДНК.
На той час Миколою Дмитровичем було проведено також генетичний аналіз змін, отриманих за допомогою препарату ДНК з тимусу телят у дрозофіли в першій серії досліджень, про які повідомлялося в роботі, що вже вийшла із друку. Частину з них — зміни за типом Beadex (поява глибоких вирізок на крилах)- не вдалося дослідити через загибель мух, проте було доведено успадковування для змін за типом bithorax (виникнення ще однієї пари крил завдяки утворенню ще одного грудного сегменту замість сегменту тіла дрозофіли, на якому містяться галтери).
Таким чином, у результаті досліджень, започаткованих і проведених М. Д. Тарнавським, уперше у світі було встановлено мутагенну дію ДНК як здатність спричинювати спрямовані мутації у багатоклітинних організмах. Це фактично було відкриттям: у ті часи хімічних мутагенів було відомо не так багато, і всі вони були малоефективними. Крім того, мало хто із генетиків пов'язував ДНК зі спадковими процесами: тоді вважалося, що гени побудовані із білків, а всі нуклеїнові кислоти мають однакову будову і ніяк не пов'язані зі спадковістю. Про це відкриття Микола Дмитрович, якому тоді ще не виповнилося 33 роки, повідомляє у другій праці, опублікованій за поданням академіка І. І. Шмальгаузена, яка надійшла до редакції «Доповідей АН УРСР» 1 червня 1939 р.
Мутагенна дія екзогенної ДНК, виділеної із тимусу телят, була досліджена М. Д. Тарнавським на великій кількості експериментального матеріалу у двох серіях дослідів з використанням препарату ДНК, який був люб'язно наданий А. М. Білозерським. Висновок щодо здатності чужорідних ДНК спричинювати спрямовані мутації та гіпотеза щодо їхнього впливу на спадковість свідчить про те, що Микола Дмитрович був добре обізнаний із світовою літературою і дотримувався думки про те, що «нуклеїнова кислота становить активний складовий чинник ядра — зокрема хромосом. Отже, очевидно, що штучне порушення балансу нуклеїнових кислот в ядрі буде викликати нові біохімічні взаємовідношення між складовими чинниками як ядра в цілому, так і хромосом зокрема, що і приводитиме до виникнення нових змін». Це було геніальним передбаченням одного з найважливіших механізмів впливу екзогенних ДНК на спадковість — інформаційно-регуляторного, який набагато пізніше у різних редакціях пропонувався різними дослідниками. Саме регуляторний характер має мутація, отримана на дрозофілі М. Д. Тарнавським, і є найпершою серед мутацій, індукованих за допомогою е-ДНК.
Наприкінці 1937 р., після арешту й засудження до страти академіка І. Й. Агола як «ворога народу», відділ, у якому працював М. Д. Тарнавський, очолив кандидат біологічних наук С. М. Гершензон, який переїхав до Києва з Москви. Ним також були проведені дослідження впливу чужорідної ДНК на дрозофілу, тільки з використанням препаратів ДНК, які він виділив із вилочкової залози телят власноруч згідно з методом Нейманна і додавав до корму личинок дрозофіл, що належали до 4-х ліній, у напівлетальних дозах. Крім морфозів, які спостерігалися виключно в особин, що виростали з таких личинок, С. М. Гершензону також вдалося, спочатку на невеликому експериментальному матеріалі, отримати спадкові зміни за типом Beadex, crossweinless та ін., про що він повідомив у своїй роботі, яка надійшла до редакції пізніше аналогічної статті М. Д. Тарнавського і мала подання академіка М. І. Вавилова. У своїй роботі С. М. Гершензон засвідчує, що зміни за типом Beadex були отримані у дрозофіли за допомогою тимусної ДНК також М. Д. Тарнавським, і їхня природа, очевидно, така сама. У наступній науковій праці С. М. Гершензона, котра вийшла у 1940 р., повідомлялося про детальніше дослідження характеру мутацій, спричинюваних у дрозофіли чужорідною ДНК при додаванні її у корм личинкам дрозофіли в сублетальних дозах.
Для подальшого вивчення закономірностей мутагенної дії ДНК на багатоклітинні організми з використанням дрозофіли як модельного об'єкта та ДНК з вилочкової залози телят були залучені співробітники відділу генетики Інституту зоології АН УРСР, яким керував С. М. Гершензон. Серед них особливої уваги заслуговує Пантелеймон Онопрійович Сітько, соратник і однодумець М. Д. Тарнавського, видатний генетик, праці якого відомі також в зарубіжніх країнах і творче надбання якого є гордістю національної науки.
У повоєнні роки вийшла велика стаття, присвячена генетичному аналізу змін, отриманих у дрозофіли за допомогою е-ДНК, у якій одними із співавторів є М. Д. Тарнавський та П. О. Сітько. У цій статті є посилання на дослідження, проведені М. Д. Тарнавським, та на статті С. М. Гершензона.
Після реабілітації генетики у відділі, яким керував С. М. Гершензон, і який перебував спочатку в Інституті зоології АН УРСР, потім — Інституті мікробіології АН УРСР та Інституті молекулярної біології та генетики АН УРСР, були продовжені дослідження мутагенної дії ДНК з використанням препаратів ДНК різного походження. На жаль, колеги та продовжувачі справи М. Д. Тарнавського забули згадати про першовідкривача у монографії, присвяченій узагальненню результатів досліджень мутагенної дії препаратів екзогенних ДНК. У переліку цитованих джерел російськомовного варіанту цієї роботи наводиться стаття М. Д. Тарнавського, присвячена відкриттю мутагенної дії е-ДНК, проте без дати її опублікування. Не згадується про внесок М. Д. Тарнавського і у оглядовій статті, присвяченій мутагенній дії нуклеїнових кислот і вірусів. Його ім'я як першовідкривача відоме нащадкам лише завдяки посиланням у поодиноких працях.
Властивість екзогенних ДНК спричинювати вибіркові мутації, спектр яких обумовлюється природою ДНК, стала предметом відкриття, на яке Держкомітетом СРСР у справах винаходів та відкриттів 15 травня 1988 р. було видано диплом № 340. Автором цього відкриття зазначено академіка С. М. Гершензона. Ім'я академіка С. М. Гершензона як першовідкривача і дослідника основних закономірностей дії е-ДНК на живі організми відоме всьому світові.
Життя Миколи Дмитровича Тарнавського, який започаткував дослідження впливу екзогенних ДНК на процеси, пов'язані зі спадковістю, незалежно від С. М. Гершензона, до приїзду його в Київ, обірвалося рано. Після горезвісної сесії ВАСГНІЛ, яка відбулася у 1948 р., його переслідували як одного із найнебезпечніших вейсманістів-морганістів — його ім'я згадували поруч із іменами академіків І. І. Шмальгаузена, М. Г. Холодного, М. М. Гришка, Д. К. Третьякова, В. Я. Юр'єва, чл.-кор. І. М. Полякова, професорів Л. М. Делоне, С. М. Гершензона та канд. біол. наук Ю. П. Мірюти, двічі звільняли з роботи, і, позбавивши можливості займатися улюбленою справою, фактично вигнали із Києва, незважаючи на значні досягнення М. Д. Тарнавського у науці — у 1947 р. ним була повністю підготовлена до захисту докторська дисертація «Роль біохімічних факторів у процесах спадковості», але захистити її так і не вдалося у зв'язку із горезвісною сесією ВАСГНІЛ 1948 р.
Крім екзогенних ДНК, М. Д. Тарнавський дослідив можливий вплив на кросинговер екзогенно введених різноманітних біохімічних та
органічних сполук — амінокислот, гіпоксантину, алантоїну, азотистих основ, які входять до складу ДНК, органічних ароматичних сполук тощо. Ним було також досліджено вплив деяких мутацій на проходження кросинговеру у дрозофіли.
Найважливіші нові наукові положення, сформульовані в його наукових дослідженнях, виконаних на дрозофілі — виявлення впливу
екзогенних ДНК на кросинговер, відкриття мутагенної дії ДНК як здатності спричинювати спрямовані мутації та експериментальне підтвердження взаємодії негомологічних хромосом під час кон'югації. Вражають сучасників погляди М. Д. Тарнавського на геном як на єдине ціле та на гени як на пластичні структури, робота яких залежить від стану метаболізму та довкілля. І це висловлювалося у ті часи, коли крайніми полюсами уявлень про природу спадковості були погляд на гени, як щось незмінне і абсолютну детермінованість ними ознак організму, або ж взагалі заперечення існування генів як одиниць, що детермінують спадковість, і уявлення про формування ознак організму виключно під впливом довкілля. Спроба М. Д. Тарнавського пояснити вплив екзогенно уведених ДНК та амінокислот на частоту кросинговеру, як реалізацію взаємодій функціонально активних груп цих сполук із генами, є предвісником епохи молекулярної біології.
Одночасно з науково-дослідницькою роботою М. Д. Тарнавський читав курс лекцій з генетики та дарвінізму у Київському педагогічному інституті; займався просвітницькою роботою, постійно публікуючи науково-популярні статті з біології у періодичних виданнях; з 1938 р. по 1948 р. провадив велику організаційну роботу на посаді вченого секретаря Інституту зоології, брав участь в організації евакуації академічних інститутів до м. Уфи і чимало зусиль доклав для відродження наукових робіт в Інституті зоології після звільнення Києва радянськими військами.
У 1940 р. Микола Дмитрович започаткував в Україні дослідження з селекції китайських шовкопрядів, створив лабораторію дубового шовкопряда в Інституті зоології і був її першим керівником. Як організатор селекційної роботи з дубовим шовкопрядом, він встановив творчі зв'язки з професором С. С. Четвериковим, від нього отримав моновольтинні лінії шовкопряду, що послужили вихідним матеріалом у селекційній роботі. У 1946 р. Миколою Дмитровичем були започатковані також дослідження впливу амінокислот та інших хімічних сполук на спадковість дубового шовкопряда. Перші в Україні дослідження із селекції дубових шовкопрядів були здійснені М. Д. Тарнавським та П. О. Сітьком. У відділі генетики Інституту зоології М. Д. Тарнавський працював над виведенням моновольтинних порід дубового шовкопряду, П. О. Сітько — бівольтинних. Об'єктом дослідження М. Д. Тарнавського та П. О. Сітька став також шовковичний шовкопряд. На основі досліджень, проведених на дубовому та шовковичному шовкопрядах, М. Д. Тарнавським та П. О. Сітьком також були сформульовані важливі теоретичні положення, що є вагомим внеском у скарбницю української та світової науки.
Попри те, що М. Д. Тарнавський досяг значних успіхів і у цій галузі, створивши перспективні лінії та породи дубового шовкопряда, в кінці 1948 р., згідно з рішенням керівництва Інституту зоології, усі напрацьовані ним матеріали були передані С. М. Гершензону, якого після ліквідації відділу генетики перевели в інший відділ і призначили керівником досліджень із селекції дубового шовкопряда. З 1948 р. китайський дубовий шовкопряд став об'єктом досліджень С. М. Гершензона, а М. Д. Тарнавського разом із двома науковими працівниками відділу генетики, О. Л. Льовочкіною та Р. А. Зільберман, звільнили з роботи як «вейсманіста-морганіста», який «надалі не може бути використаний для роботи в Інституті зоології».
Протягом року Микола Дмитрович був безробітнім і зазнав поневірянь у пошуках роботи за фахом. Його не брали в жодну із науково-
дослідних установ міста Києва. У листопаді 1949 р. вийшов наказ про зарахування М. Д. Тарнавського на посаду старшого наукового співробітника відділу тваринництва Інституту зоології, проте в лютому наступного року його знову звільнили — цього разу за скороченням штатів. Микола Дмитрович ледве влаштувався на викладацьку роботу до Білоцерківського сільськогосподарського інституту, де отримав посаду в. о. зав. кафедри зоології та наукове звання доцента і працював останні роки свого життя, не доживши до 47 років. Крім викладацької роботи, на кафедрі зоології
Білоцерківського сільськогосподарського інституту М.Д Тарнавський проводив генетичні дослідження на китайських дубовому та шовковичному шовкопрядах, які були належним чином оцінені в колективі й увійшли до літопису інституту, присвяченого 75-літтю від його заснування, як видатні досягнення.
Про внесок М. Д. Тарнавського в дослідження впливу екзогенних ДНК на спадковість і його фактично світовий пріоритет свідчать його дві наукові праці, які він устиг опублікувати до війни, подані вченими, світовий авторитет яких був беззаперечним — А. О. Сапєгіним та І. І. Шмальгаузеном. Але ці наукові праці є листами у вічність до наступних поколінь, бо в них уперше у світі повідомлялося про одну із фундаментальних властивостей, притаманних ДНК — здатність змінювати спадковість, і ця властивість була відкрита на 5 років раніше, ніж була встановлена роль ДНК як носія спадкової інформації і на 15 років раніше відкриття Уотсоном і Кріком подвійної спіралі ДНК.
За свідченням сучасників, М. Д. Тарнавський був дуже порядною, доброю і надзвичайно талановитою людиною, як багато вчених,
знищених, але не зламаних тодішньою тоталітарною системою, і загинув від неї у розквіті сил. Але все-таки він був першим, бо якраз його дослідженнями було започатковано не тільки новий напрямок досліджень у відділі, де він працював, але і в світовій науці. Чому про це не пам'ятали деякі його колеги й співавтори при житті і не знають нащадки після його відходу у Вічність — вічна
проблема української дійсності. Життя справжнього вченого — постійний подвиг, протистояння силам зла, тому Великі Істини відкриваються тільки чистим серцем. І для майбутніх поколінь не повинно залишатися невідомих і маловідомих імен тих, хто з гідністю
склав екзамен на високе звання Людини в часи лихоліття. Історія життя й наукової діяльності М. Д. Тарнавського та П. О. Сітька є яскравим свідченням того, що генетики того часу, які залишили помітний слід у науці, були також мужніми борцями за Істину, великими мислителями й провидцями, тому не повинно залишатися невідомих імен, неопублікованих праць — їх видатні творіння є інтелектуальним надбанням нашого народу.
Творча спадщина, яка залишена М. Д. Тарнавським, потребує подальшого осмислення сучасниками. Це перш за все стосується його докторської дисертації та наукових праць, виконаних в Білоцерківському аграрному університеті. Тільки тоді постане перед нами на повний зріст дуже скромна і добра людина, самобутній вчений, геніальний український генетик і мислитель М. Д. Тарнавський.